# Synagogue d'Ein Gedi

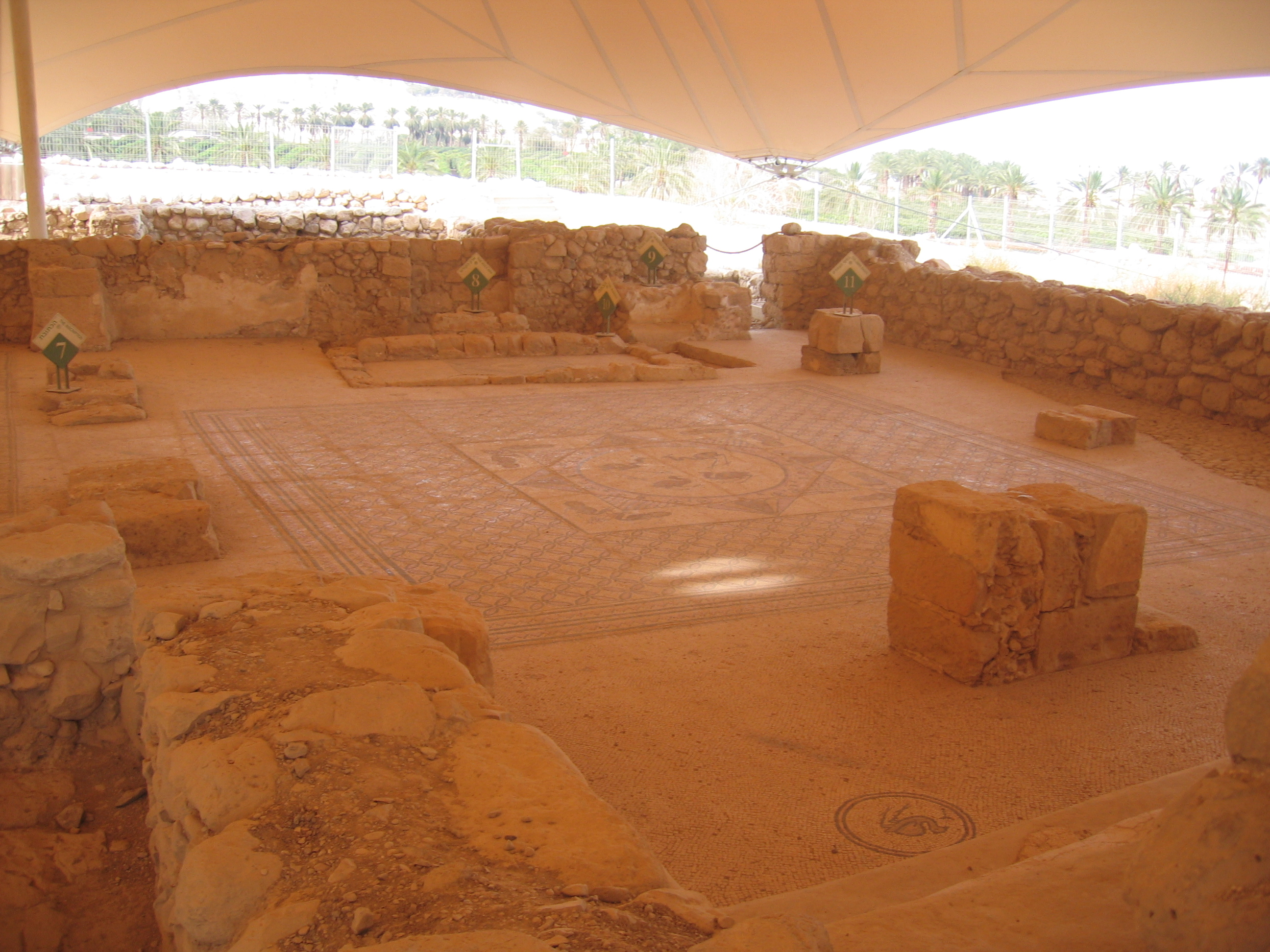
Mosaïque de la synagogue. Au fond, l'emplacement de l'arche sainte.

L’ancienne synagogue d'Ein Gedi se trouve dans la réserve d'Ein Gedi dans le désert de Judée. Le site était habité dans l'Antiquité. On trouve des références à cet établissement dans le Tanakh, mais les éléments découverts dans la synagogue datent de la période byzantine, du IIIe siècle, lorsque le site a été à nouveau habité après sa destruction lors de la révolte de Bar Kokhba, au VIe siècle, lorsque le site a été détruit une seconde fois et que la synagogue a été brûlée.

## Fouilles
En 1965, des découvertes indiquant la présence de la synagogue ont été mises au jour lors du labourage du champ. Des fouilles archéologiques ont été réalisées dans les années 1970-1972 par D. Barag, Y. Porat et Ehud Netzer.
Sur le site, on a mis au jour une synagogue qui a existé pendant 400 ans et dont la partie la plus ancienne date du IIIe siècle. Un emplacement destiné au chef de la communauté (appelé dans les sources antiques la chaire de Moïse) était sculpté dans le mur est de la synagogue.
La deuxième phase de construction de la synagogue date du VIe siècle. Le bâtiment a été agrandi, d'autres pièces ont été ajoutées et des bancs ont été construits le long du mur sud. On a découvert une structure ressemblant à une bimah, peut-être une estrade pour poser le sefer Torah.
La synagogue a été détruite par le feu au VIe siècle. Les maisons d'habitation qui la jouxtaient ont également brûlé.

## Découvertes
De la première période de la synagogue, une mosaïque a été conservée. Elle est notamment décorée d'une svastika, motif qu'on retrouve également dans les synagogues de Katzrin et de Gamla.
Une autre mosaïque, plus tardive, contient un texte en araméen. Elle est aujourd'hui[Quand ?] exposée au Musée Rockefeller. L'objet de l'inscription est :
- la liste des générations d'Adam à Japhet
- le zodiaque
- la liste des mois hébreux, suivie de Hananiah, Mishael et Azariah[2] - Paix sur Israël
- une dédicace pour ceux qui ont contribué à l'édification de la synagogue
- un long passage traitant de principes de comportement au sein de la communauté d'Ein Gedi, indiquant que celui qui provoque une dispute entre deux membres de la communauté, qui colporte aux goyim des médisances (il s'agit de l'interdiction du lashon haraa) sur un autre membre, qui vole ou qui dévoile les secrets de la ville  (le secret de la fabrication de l'huile de baumier ou balsamier[3] sur lequel repose l'activité économique d'Ein Gedi),

celui dont les yeux parcourent la terre entière et qui voit les mystères, il portera son visage sur cet homme et sur sa descendance, et il l'enlèvera de sous les cieux. Et tout le peuple dira « amen ve amen sélah »
- On a trouvé un trésor de 5 000 pièces datant du IVe siècle jusqu'au règne de Justin II (565-578).
- Les fouilles ont révélé la localisation de l'arche sainte, qui contenaient plusieurs morceaux de rouleaux de parchemin, totalement brûlés par l’incendie de la synagogue. Ces fragments ont été conservés par l'Autorité des antiquités d'Israël depuis 1970 mais leur état (des morceaux de charbon qui désintégreront à toute intervention invasive) empêchait toute tentative de déroulement. Des avances récentes dans la microtomographie aux rayons X, et surtout dans l'analyse et le traitement des données, a permis de reconstruire la surface du rouleau de parchemin, d’identifier les lettres par la localisation de l'encre et puis dérouler virtuellement le parchemin. Sur l'image ainsi produite le texte en hébreu est parfaitement lisible[4].

Le texte s'avère d'être les huit premiers versets du livre de Lévitique. C'est la plus ancienne copie d'un livre de la Torah jamais trouvé dans une arche sainte. La datation par le carbone 14 montre que le texte a été écrit à la fin du VIe siècle.